# Robin van Persie
Robin van Persie, nizozemski nogometaš in trener, * 6. avgust 1983, Rotterdam, Nizozemska.
Van Persie je nekdanji napadalec, ki je igral za Feyenoord, Arsenal, Manchester United in Fenerbahçe ter nizozemsko nogometno reprezentanco.
Kot sin dveh umetnikov so ga vzpodbujali, da bi sledil staršem, ampak je preferiral nogomet in se pridružil klubu SBV Excelsior kot mladinec. Preboj je naredil pri svojem domačem klubu Feyenoordu, kjer je preživel tri sezone in osvojil pokal UEFA v letu 2002. Zaradi nestrinjanja s trenerjem Bert van Marwijkom je v 2004 prestopil v angleškega prvoligaša Arsenal za 2.75 milijona funtov. V prvi sezoni pri londonskem klubu je osvojil angleški superpokal in FA pokal, v letu 2006 je pa osvojil nagrado Rotterdamskega športnika leta.
Van Persie ima tudi 102 nastopa in 50 golov za Nizozemsko reprezentanco, prvi nastop za člansko reprezentanco pa je imel v letu 2005. Sodeloval je v svetovnem prvenstvu leta 2006 in 2010 ter na evropskih prvenstvih leta 2008 in 2012.
Od leta 2024 je glavni trener pri Heerenveenu.